# Dittelstedt
Dittelstedt, Erfurt-Dittelstedt – dzielnica miasta Erfurt w Niemczech, w kraju związkowym Turyngia. 